# Natuurpark Montesinho

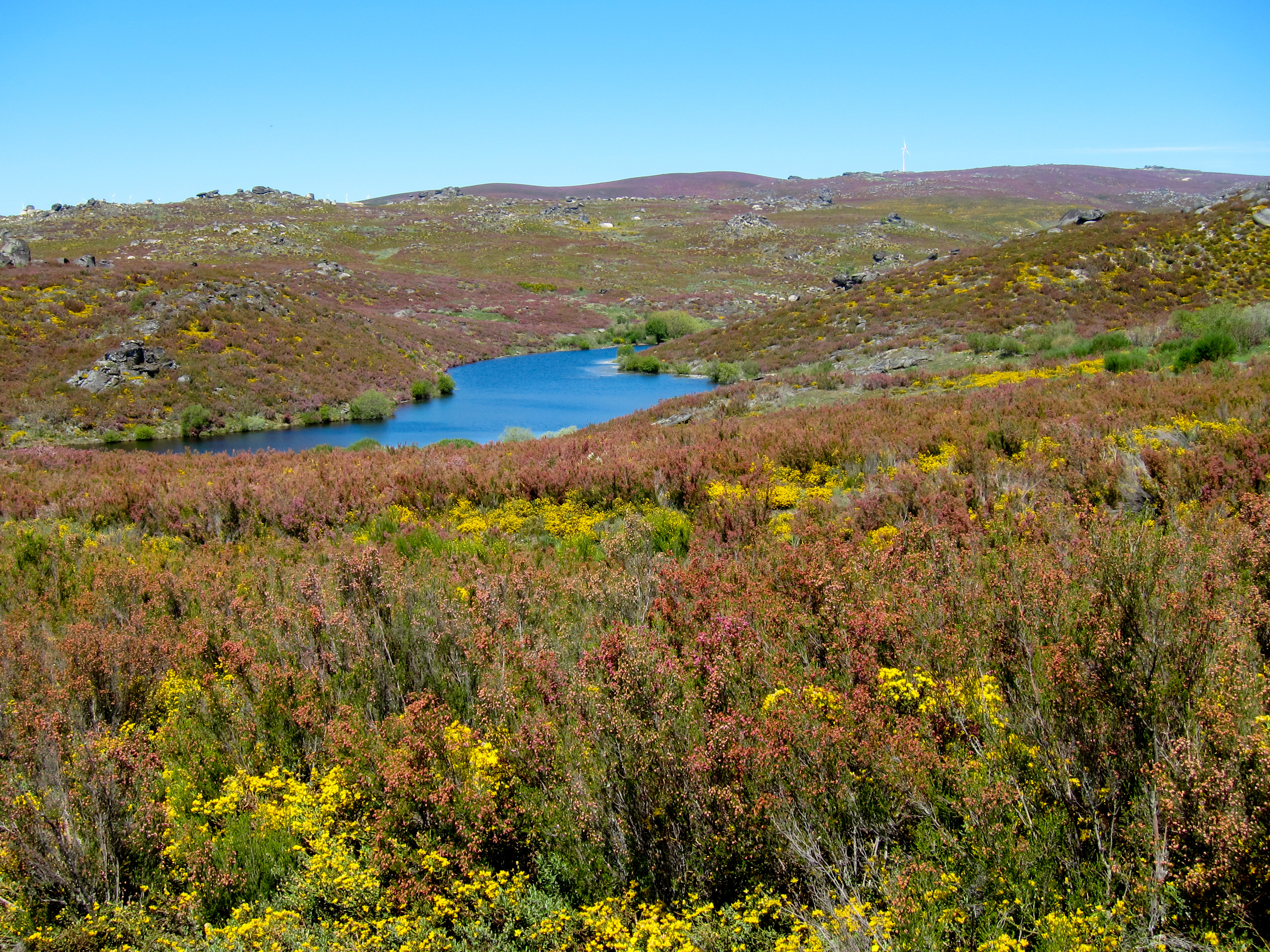
Natuurpark Montesinho

Natuurpark Montesinho (Portugees: Parque natural de Montesinho) is een natuurpark in Noordoost-Portugal. Het werd opgericht in 1979.
Het ligt in een schaliegebergte op hoogtes tussen 438 en 1486 meter. In het park komt de Iberische wolf voor.